# Eisegese
Eisegese of inlegkunde is het interpreteren van een tekst door het projecteren van eigen vooronderstellingen. Dit in tegenstelling tot exegese (uitleg) die met objectieve criteria wil verklaren wat een tekst wil zeggen. Door uit te gaan van de eigen ideeën en niet van de intenties van de auteur, is er een grote kans op misinterpretatie van de tekst.